# Reudelsterz
Reudelsterz ist eine Ortsgemeinde im Landkreis Mayen-Koblenz in Rheinland-Pfalz, sie gehört der Verbandsgemeinde Vordereifel an, die ihren Verwaltungssitz in Mayen hat.

## Geographie
Der Ort liegt westlich von Mayen in der Nähe der B 258. Zu Reudelsterz gehört auch der Weiler Hirtenbergerhöfe.

## Geschichte
Reudelsterz (um 1350 Rodensteyrezz) gehörte zur Großpfarrei und zum Kurtrierischen Stadtgericht Mayen, bevor er 1804 kirchlich zur Pfarrei Monreal kam. Die Bartholomäuskapelle stammt von 1758.
Bevölkerungsentwicklung
Die Entwicklung der Einwohnerzahl von Reudelsterz, die Werte von 1871 bis 1987 beruhen auf Volkszählungen:
| Jahr | Einwohner |
| ---- | --------- |
| 1815 | 158       |
| 1835 | 204       |
| 1871 | 230       |
| 1905 | 263       |
| 1939 | 220       |
| 1950 | 210       |
| 1961 | 217       |

| Jahr | Einwohner |
| ---- | --------- |
| 1970 | 257       |
| 1987 | 331       |
| 1997 | 381       |
| 2005 | 428       |
| 2011 | 382       |
| 2017 | 366       |
| 2023 | 370       |

## Politik

### Gemeinderat
Der Gemeinderat in Reudelsterz besteht aus acht Ratsmitgliedern, die bei der Kommunalwahl am 9. Juni 2024 in einer Mehrheitswahl gewählt wurden, und dem ehrenamtlichen Ortsbürgermeister als Vorsitzendem.

### Bürgermeister
Thomas Stolz wurde 2019 Ortsbürgermeister von Reudelsterz. Bei der Direktwahl am 26. Mai 2019 war er mit einem Stimmenanteil von 80,48 % gewählt worden. Bei der Direktwahl am 9. Juni 2024 wurde er als einziger Bewerber mit 93,3 % für weitere fünf Jahre wiedergewählt.
Vorgänger von Thomas Stolz waren Claus Knauf (ab 2007) und zuvor Peter Kirst.

### Wappen
| Wappen von Reudelsterz | Blasonierung: „Unter silbernem Schildhaupt, darin das rote kurtrierische Kreuz, von Blau über Silber schräglinks geteilt, oben ein silbernes rechtsgerichtetes Messer, unten eine linksgerichtete blaue Axt, die Schneide nach unten.“ |
| Wappen von Reudelsterz | Wappenbegründung: Während die Axt für das Roden steht, spielt das Messer auf das Attribut des örtlichen Kapellenpatrons St. Bartholomäus an.                                                                                           |